# QBU-10
QBU-10 или же Тип 10 представляет собой полуавтоматическую крупнокалиберную винтовку, разработанную и производимую китайской компанией Norinco. Впервые был представлен в 2010 году и с тех пор используется китайскими Сухопутными войсками, Военно-морским флотом и Морской пехотой.

## Описание
QBU-10 была принята на вооружение НОАК, чтобы примерно соответствовать возможностям, предоставляемым винтовкой Barrett M82 для вооружённых сил США. QBU10 использует газоотводную автоматику при поворотном затворе, совместно с отдачей ствола при коротком ходе. Сообщается, что винтовка имеет немного лучшую точность, чем Barrett M82. Питание винтовки осуществляется через отъёмный коробчатый магазин на 5 патронов. Отдача смягчается дульным тормозом и резиновым затыльником на прикладе, а задний монопод может обеспечить устойчивую стрельбу. Винтовку можно разобрать на несколько основных частей, включая ствол, ствольную коробку, приклад и пистолетную рукоятку с УСМ.
Каждая винтовка QBU-10 оснащена 8-кратным оптическим прицелом YMA09  со встроенным баллистическим вычислителем и лазерным дальномером. К прицелу может быть присоединён дополнительный ночной ИК-модуль для возможности стрельбы ночью. Прицельный блок гидроизолирован с выдвинутой на спусковую скобу дальномерной кнопкой. Прицел YMA09 можно заменить интегрированным дневным/тепловизионным прицелом QMH151A с каналом передачи данных и системой управления огнем. На QBU-10 также можно установить прицел ночного видения CS/ON2A.
Для QBU-10 разработаны два типа специализированных снайперских боеприпасов. Снайперский патрон DBT-10 имеет конструкцию, снижающую сопротивление воздуха. Весь патрон весит 130 г, наконечник весит 46 г, начальная скорость составляет около 820 м/с. Многоцелевой патрон DBJ-10 — тип бронебойно-зажигательных боеприпасов PELE. В патроне используется «пенетратор с усиленным боковым эффектом» (PELE), который содержит инертное вещество внутри патрона вместо зажигательных взрывчатых веществ, и инертное вещество вызывает ударную волну под давлением, отбрасывая осколки после того, как снаряд пробивает броню.

## Варианты
QBU-10
Военное обозначение винтовки в НОАК.
НСГ-127
Экспортная версия с планкой Пикатинни.

## Страны-эксплуатанты
- Китай: Народная вооружённая полиция, Сухопутные войска, Военно-морские силы Морская пехота.
- Туркменистан: Вооружённые силы Туркменистана[6]

## Смотрите также
- Accuracy International AS50
- Barrett М82/М107
- ОСВ-96